# Kirsten Marathon Melkevik
Kirsten Marathon Melkevik, född 29 maj 1970 i Øystese i Hardanger, är en norsk långdistanslöpare. Hon hette tidigare Kirsten Melkevik Otterbu.

## Meriter
Kirsten Marathon Melkevik kom på 28:e plats i maraton under friidrotts-VM i Helsingfors 2005. Två år senare blev hon 29:a under friidrotts-VM i Osaka 2007, efter magproblem under loppet. Hon vann halvmaran Göteborgsvarvet 2007 och 2008. Stockholm Marathon vann hon 2007.

## Personliga rekord
- 3000 meter – 9.06,11 (Bergen 2006)
- 5000 meter – 16.00,51 (Bergen 2006)
- 10 000 meter – 33.06,3 (Osterøy 2006)
- Halvmaraton – 1:10.19 (Göteborgsvarvet 2008)
- Maraton – 2:29.12 (Frankfurt 2007)